# Norra Lövsjön
Norra Lövsjön är en sjö i Hagfors kommun i Värmland och ingår i Göta älvs huvudavrinningsområde. Sjön är 4 meter djup, har en yta på 2,28 kvadratkilometer och befinner sig 299,4 meter över havet. Sjön avvattnas av vattendraget Lövån (Stensjöälven). Vid provfiske har abborre, gädda, lake och mört fångats i sjön.

## Delavrinningsområde
Norra Lövsjön ingår i det delavrinningsområde (669021-138497) som SMHI kallar för Utloppet av Norra Lövsjön. Medelhöjden är 336 meter över havet och ytan är 21,96 kvadratkilometer. Räknas de 5 avrinningsområdena uppströms in blir den ackumulerade arean 60,87 kvadratkilometer. Lövån (Stensjöälven) som avvattnar avrinningsområdet har biflödesordning 3, vilket innebär att vattnet flödar genom totalt 3 vattendrag innan det når havet efter 391 kilometer. Avrinningsområdet består mestadels av skog (74 procent) och sankmarker (10 procent). Avrinningsområdet har 2,62 kvadratkilometer vattenytor vilket ger det en sjöprocent på 11,9 procent.